# Jerusalem (компьютерный вирус)
Jerusalem — компьютерный вирус с логической бомбой, впервые обнаруженный в Еврейском университете Иерусалима в октябре 1987 года. При заражении вирус становится резидентным, используя 2 КБ памяти, а затем заражает каждый исполняемый файл при его запуске, за исключением COMMAND.COM. COM-файлы увеличиваются на 1813 байт при заражении вирусом и повторно не заражаются. EXE-файлы при каждом заражении увеличиваются на 1808—1823 байта, а затем повторно заражаются при каждом запуске, пока они не станут слишком большими для загрузки в память. Некоторые инфицированные .EXE-файлы не увеличиваются в размере. Иногда EXE-файлы повреждаются после заражения, что приводит к сбою или зависанию программы сразу после её запуска.
Вирусный код Jerusalem использует прерывания (int) и другие низкоуровневые функции операционной системы MS-DOS. Например, вирусом подавляется вывод консольных сообщений, если он не может заразить файл на устройстве только для чтения, например, дискете. Одним из признаков заражения компьютера является отсутствие заглавной буквы B в известном системном сообщении «Bad command or file name».
Вирус Jerusalem является уникальным среди других вирусов того времени, поскольку логическая бомба должна была сработать в пятницу 13-го числа во всех календарных годах, кроме 1987 года. После запуска вирус не только удаляет все программы, запущенные в этот день, но также несколько раз заражает EXE-файлы, пока их размер не превысит максимально допустимый для компьютера. Эта особенность, которая не была включена во все модификации Jerusalem, срабатывает через 30 минут после заражения системы, что значительно замедляет работу зараженного компьютера и облегчает обнаружение вируса. Jerusalem также известен как «Черный ящик» из-за визуального эффекта, который он отображает во время своей работы. Если система находится в текстовом режиме, вирус создает маленький чёрный прямоугольник из строки 5, столбца 5 в строку 16, столбец 16. Через тридцать минут после активации вируса этот прямоугольник прокручивается вверх на две строки.
В результате подключения вируса к низкоуровневому прерыванию таймера системы PC/XT через 30 минут после загрузки происходит замедление её работы до одной пятой от нормальной скорости, хотя на более быстрых машинах замедление не так заметно. Вирус содержит код, который входит в цикл обработки каждый раз, когда активируется таймер процессора.
Симптомы заражения также включают в себя самопроизвольное отключение рабочих станций от локальной сети и создание больших файлов в очереди печати принтера. Разрывы соединения происходят из-за использования вирусом низкоуровневых прерываний DOS int 21h, которые для подключения к файловой системе задействуют Novell NetWare и другие сетевые реализации.
Изначально Jerusalem был очень распространён среди компьютерных вирусов того времени, породив большое количество вариантов. Однако с момента появления Windows больше не задействуются прерывания DOS, используемые вирусом, поэтому Jerusalem и его модификации устарели и не работают.